# هگزافلوئوروپروپیلن اکسید
هگزافلوئوروپروپیلن اکسید (به انگلیسی: Hexafluoropropylene oxide) با فرمول شیمیایی C۳F۶O یک ترکیب شیمیایی با شناسه پاب‌کم ۹۸۸۳ است. که جرم مولی آن ۱۶۶٫۰۲ g/mol می‌باشد. شکل ظاهری این ترکیب، گاز بی‌رنگ است.